# Kodungal·lur

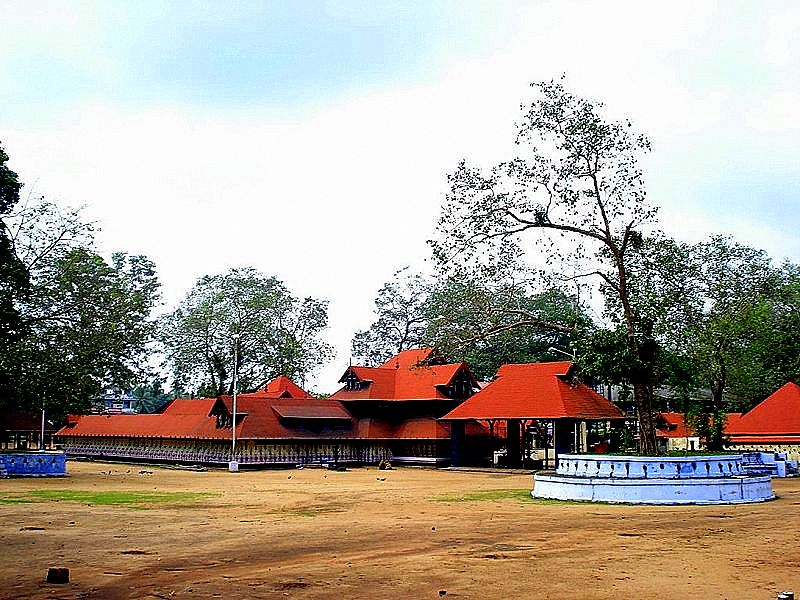
Temple de Kodungallur Bhagavathi, la deessa local

Kodungal·lur o Kodungallur (malaiàlam കൊടുങ്ങല്ലൂര്‍ Koṭuṅṅallūr; anglès Cranganore), en català Cranganor, apareix esmentada en obres separades com a Kodungalur Singulyi, Shingly, Kzuangaloor, Cudnegalur i Crangalor) és la capital d'un antic principat i una ciutat i municipalitat del districte de Thrissur a Kerala.

## Història
Fou coneguda antigament com a Mahodayapuram, Shinkli, Muchiri (en llatí Muziris) i Muyirikkodu. Muziris o Muchiripattinam fou un port important a la desembocadura del Periyar (o Choorni Nadi). És a uns 38 km de Kochi. La població al cens del 2001 era de 33.54 habitants i el 1876 era de 9.475. La ciutat és a l'illa de Chetwai, un dels tres grans recers de Cochín.
La tradició diu que fou el primer lloc on va treballar Tomàs apòstol (suposadament vers l'any 52) i seu del govern dels Cheraman Perumals del Regne Txera (des de vers 341). Encara que la visita de Sant Tomàs és considerada llegendària, l'església síria va fer peu en aquest lloc abans del segle IX i segons algunes fonts l'establiment jueu era encara anterior (s'auto-proclama del 378). Abans de 1314 quan es va formar per causes naturals el port de Vypin, l'única obertura pel Periyar era a Kodungalur que aleshores era el millor port de la costa.
El 1502 els cristians siríacs van demanar la protecció portuguesa. L'1 de setembre de 1504 la ciutat fou destruïda pel portuguès Suarez de Meneses en la lluita contra el Zamorin de Calicut. Els portuguesos hi van construir un fort el 1523 i van considerar la possibilitat de fer-lo la seva posició principal a la costa Malabar. El van engrandir el 1565. Molts cristians sirians van acceptar el ritu llatí, mentre que molts jueus van anar a viure extramurs de Cochín, esperonats per la possibilitats de negoci a la capital de l'Estado Português da Índia (fins que el 1530 es trasllada a Goa), sota la protecció formal del marajà de Cochín (que al seu torn era aliat dels portuguesos en virtut del rival comú, que era el zamorín de Càlicut). El 1609 la ciutat va esdevenir arxidiòcesi (fou incorporada al vicariat de Verapoly el 1838 i el 1886 la diòcesi fou suprimida però el 1987 l'arxidiòcesi de Verapoly es va dividir i va renéixer la de Kodangulur).
Els portuguesos van ser expulsats de Kodungalur pels holandesos el 1661 quan encara conservaven Cochín, però durant 40 anys es van enfrontar al Zamorin i al rajà de Kodungalur. El 1776 Tipu Sultan de Mysore va capturar el fort i els britànics no van poder fer res per evitar-ho. Els holandesos el van recuperar el 1778 però van haver de cedir-lo altre cop a Tippu Sultan de Mysore el 1784, i van acabar venent la fortalesa al rajà de Travancore però finalment la van vendre a Tipu el 1789. El 1790 fou destruït i posteriorment la fortalesa fou abandonada. el 1799 el rajà de Kodungallur va recuperar la possessió. Fou llavors un principat tributari protegit, feudatari del rajà de Cochín, que va existir fins al 1948 i fou un dels centres principals de cultura de Kerala. Els anglesos l'anomenaven Cranganore. Al final del segle XIX la ciutat estava formada per la unió de dues: Metthala and Lakamaleshwara. A aquesta darrera hi ha les ruïnes d'antigues pagodes, una torre de vigilància i el palau del rajà de Kodungalur. A pocs quilòmetres hi ha Ambalkota, on els jesuïtes van tenir un dels seus primers seminaris i van publicar el seu primer llibre en llengua malabar o malayalam.